# Куриловский сельсовет (Кривандинский район)
Куриловский сельсовет — упразднённая административно-территориальная единица, существовавшая на территории Кривандинского района Московской области до 1954 года. Административным центром была деревня Курилово.

## История
В 1921 году Куриловский сельсовет находился в составе Лемешневской волости Орехово-Зуевского уезда Московской губернии. В 1923 году Лемешневская волость была переименована в Ленинскую.
В 1924 году Куриловский сельсовет был упразднён путём присоединения к Бажановскому, но уже к июлю 1925 году Бажановский сельсовет был реорганизован в Куриловский с вхождением в него Спиридовского сельсовета.  В ноябре 1925 года из Куриловского сельсовета был выделен Спиридовский сельсовет, а в 1926 году Бажановский сельсовет.
В 1926 году в сельсовет входила деревня Курилово и Никольский погост.
В ходе реформы административно-территориального деления СССР в 1929 году Куриловский сельсовет вошёл в состав Шатурского района Орехово-Зуевского округа Московской области, при этом к сельсовету была присоединена территория упразднённых Бажановского (деревня Бажаново) и Спиридовского сельсоветов (деревня Спиридово). В 1930 году округа были упразднены.
В июле 1933 года Куриловский сельсовет был передан из упразднённого Шатурского района в Коробовский.
В 1939 году в сельсовет включена деревня Подболотное упразднённого Подболотновского сельсовета.
20 августа 1939 года сельсовет был передан во вновь образованный Кривандинский район.
17 апреля 1954 года Куриловский сельсовет был упразднён, селения сельсовета ликвидированы, а жители расселены.